# Bergader Privatkäserei
Die Bergader Privatkäserei GmbH ist ein mittelständisches Familienunternehmen mit Sitz im oberbayerischen Waging am See. Das 1902 von Basil Weixler gegründete Unternehmen produziert verschiedene Käse an den Standorten Waging am See und Bad Aibling.

## Geschichte
Den Grundstein für die Bergader Privatkäserei legte der Firmengründer Basil Weixler im Jahre 1902 mit einer Dorfkäserei. Er entwickelte in den 1920er Jahren einen Käse, der dem Roquefort ähnlich war, verwendete aber Kuh- statt Schafsmilch. Die Bezeichnung „Bayerischer Gebirgs-Roquefort“ kam dem französischen Vorbild zu nahe. Den darauf folgenden Gerichtsprozess verlor Weixler zwar, seine Popularität stieg aber aufgrund der ausführlichen Berichterstattung in der Presse. Der Käse wird seitdem unter der Bezeichnung „Bergader Edelpilz“ vertrieben.
Nach dem Tod von Basil Weixler im Jahre 1945 übernahm seine Tochter Charlotte Steffel die Geschäftsführung. Für den 1972 eingeführten Bavaria blu, einen Blauschimmelweichkäse, wurde Bergader 1979 als erste Käserei Deutschlands mit dem Goldener Zuckerhut prämiert. Von 1997 bis 2020 leitete die Enkelin des Firmengründers, Beatrice Kress, das Unternehmen, bis 2021 dann ihr Sohn Felix Kress in vierter Familiengeneration das Unternehmen übernahm.

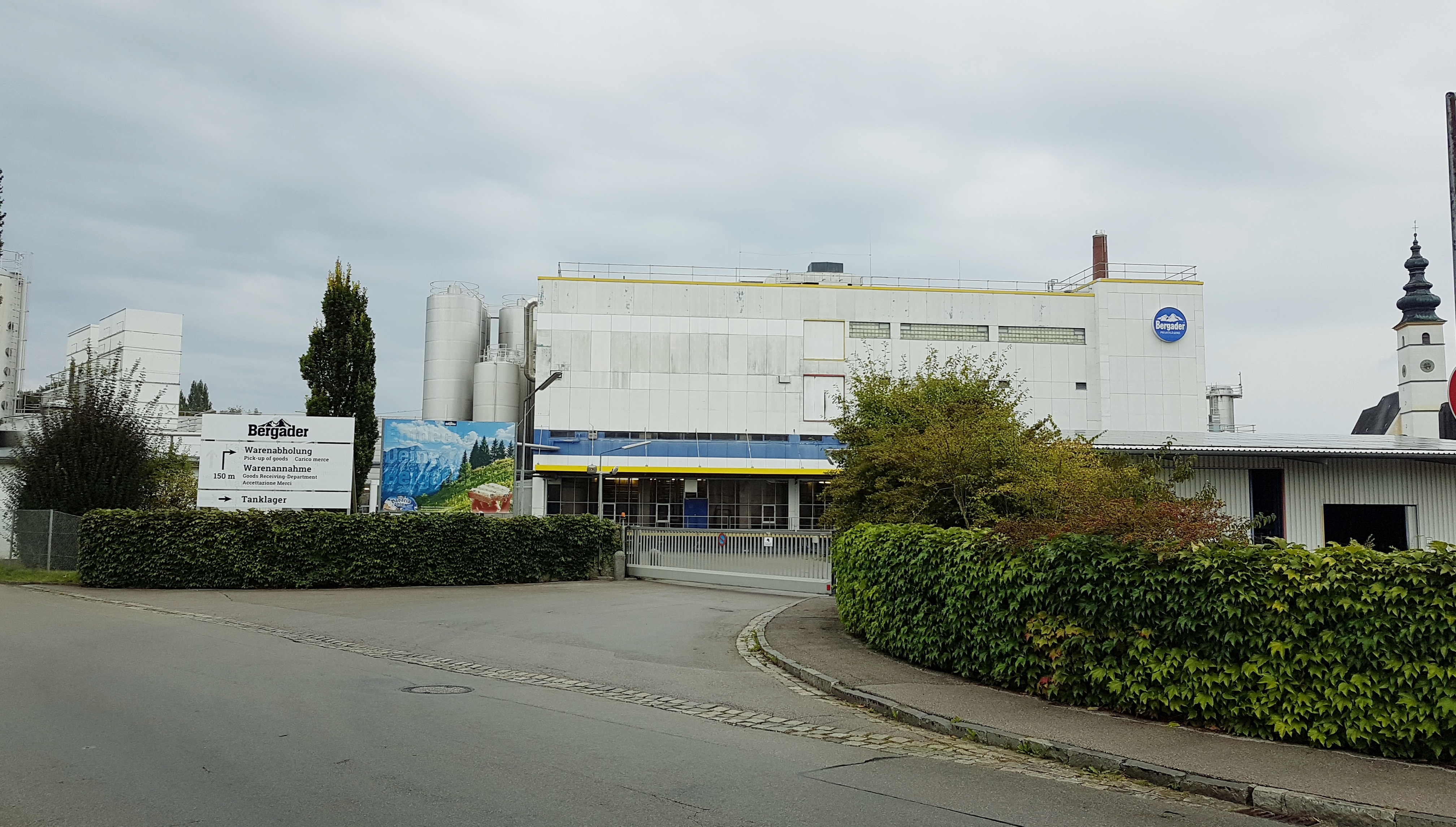
Das Bergader-Werk in Waging am See

In der über hundertjährigen Entwicklung der Privatkäserei wurden neben dem „Bergader Edelpilz“ und dem „Bavaria blu“ weitere Marken und Sorten auf den Markt gebracht.
Seit 2011 verarbeitet Bergader auch Bergbauernmilch gemäß EU-Förderrichtlinie ausschließlich von Höfen, die als Bergbauernbetriebe definiert sind, sodass ihre Weiden und Wiesen entweder über 700 Meter liegen oder dass sie in einer Höhe von 500 bis 700 Metern über dem Meeresspiegel bei einer Hangneigung von mindestens 18 % liegen. Dieser Käse wird unter der Marke „Bergader Bergbauern“ vertrieben.

## Aktuell
Bergader ist führender deutscher Blaukäsehersteller und -exporteur. Im Jahr 2014 produzierte Bergader 20.000 t Weichkäse und Edelschimmelkäse, 5.000 t Schnittkäse sowie 7.000 t Salzlakenkäse und Pasta Filata auch für Auslandsmärkte in Italien, Spanien und Frankreich. Der Exportanteil beträgt etwa 27 Prozent.
Die von der Käserei eingesetzte Milch kommt aus dem Alpenvorland von rund 1.850 Bauernhöfen. Von den bäuerlichen Familienbetrieben sind ca. 450 Bergbauernhöfe, die durch die Höhenlage und steilen Hänge unter erschwerten Bedingungen wirtschaften müssen.
Bergader betreibt in Waging am See eine „Käsetheke & Kulinarium“, in der regelmäßige Veranstaltungen rund um das Thema Käse stattfinden. Auch in Traunstein und in Bad Aibling gibt es eine Bergader Käsetheke.

## Tochterunternehmen
Die Bergader Käserei hat das Wendelstein Käsewerk in Bad Aibling übernommen.

## Marken

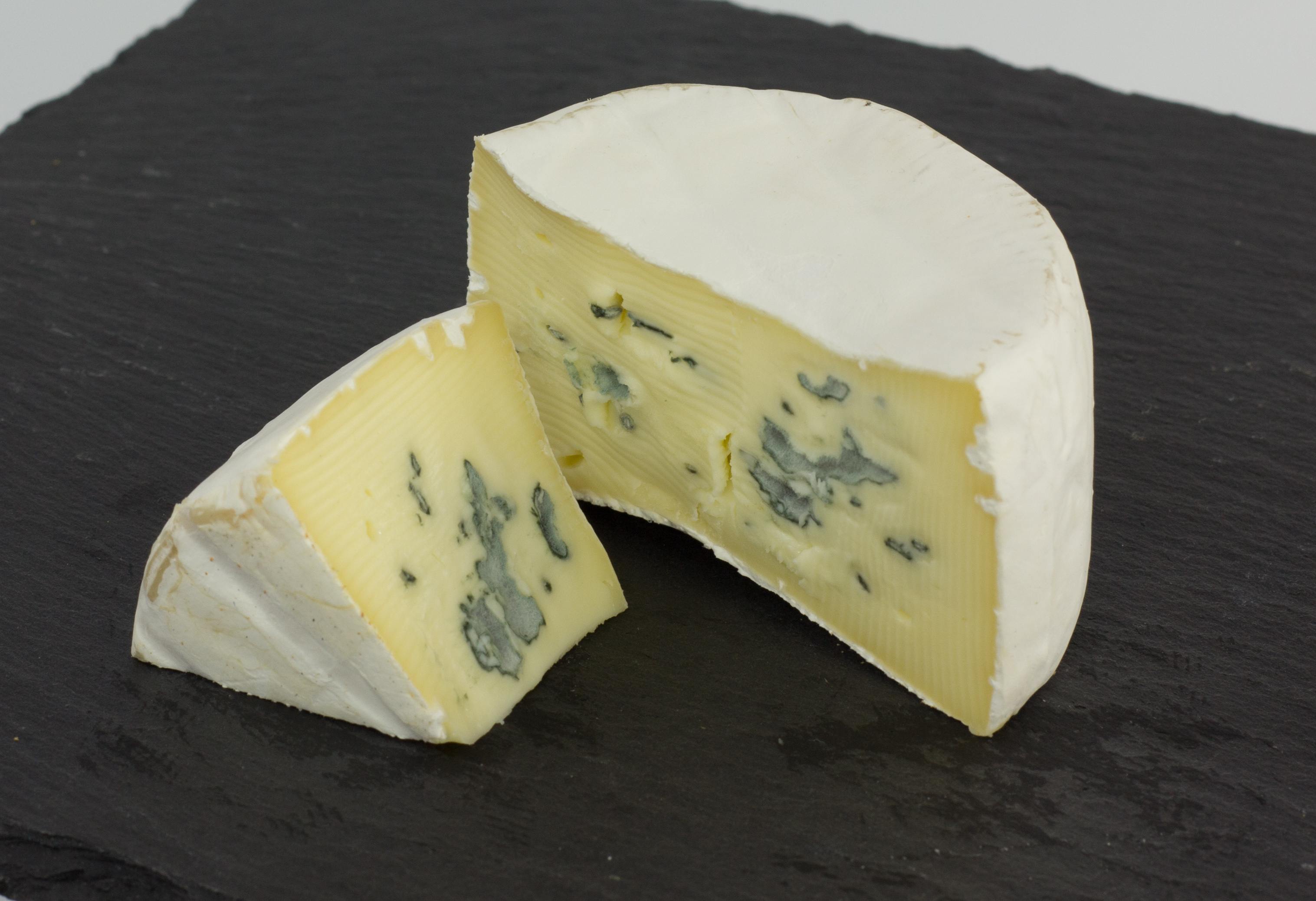
Bavaria blu

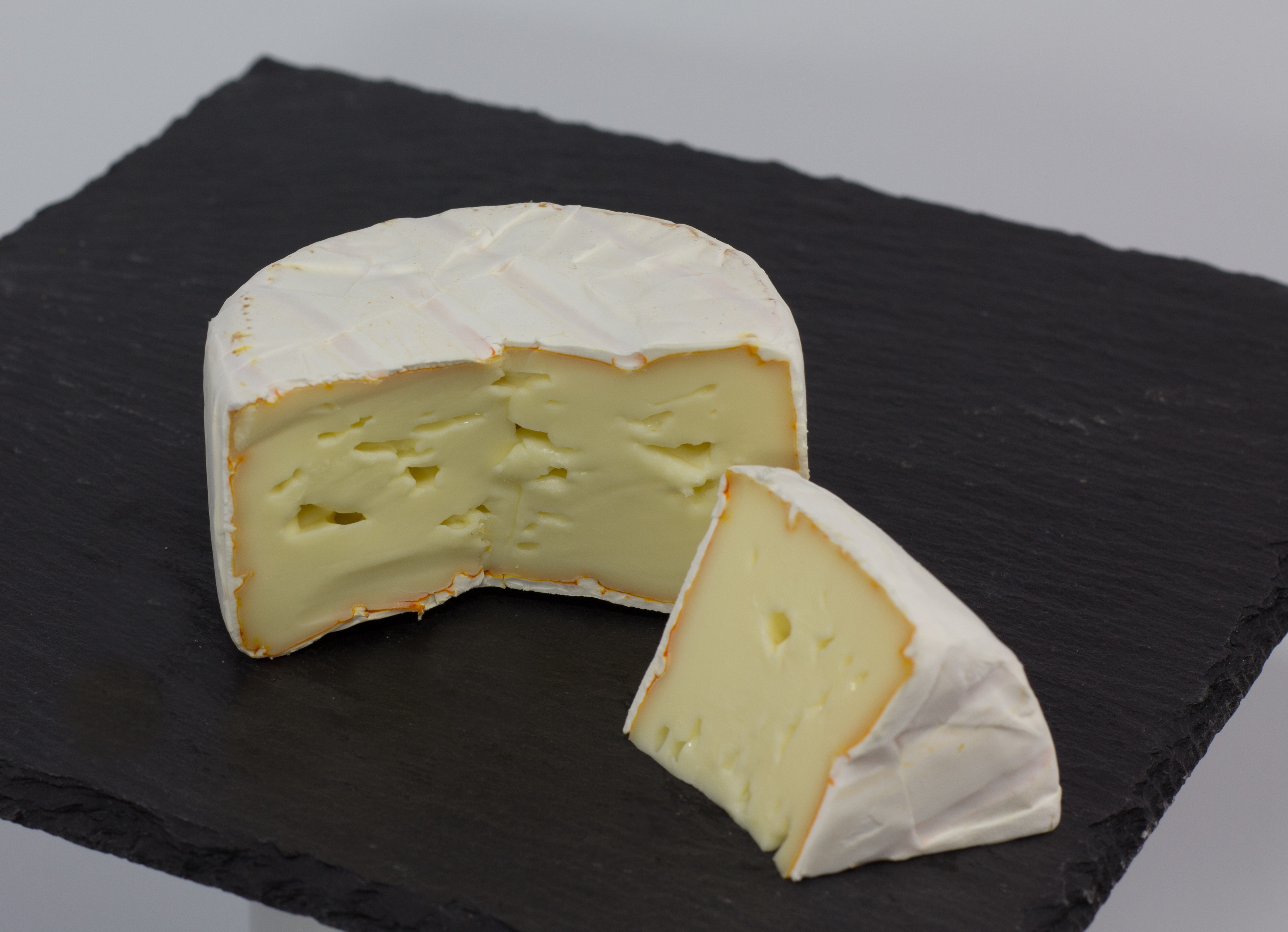
Bergader Almzeit cremig-würzig

- Bavaria blu (auch Weiß-Blau-Käse, Weichkäse), bayerischer Blauschimmel/Weißschimmel-Käse seit 1972. Für die Herstellung verwendet man pasteurisierte Kuhmilch aus dem Chiemgau. Der Käse hat 70 % Fett in der Trockenmasse und wird mit zwei Edelpilzkulturen behandelt. Die Hülle ist mit Weißschimmel überzogen, während er im Inneren mit Blauschimmel marmoriert ist.[8]
- Bergader Edelpilz: Der Blauschimmel-Käse wird seit 1927 produziert und war der erste überregional auf den Markt gebrachte Käse des Unternehmens.
- Basils Original Rauchkäse: Wird über bayerischem Buchen- und Fichtenholz kalt geraucht. Ein naturgereifter halbfester Schnittkäse mit herzhaftem Geschmack, benannt nach dem Firmengründer Basil Weixler.
- Bergader Almzeit: Schnittkäse und Weichkäse in verschiedenen geschmacklichen Sorten
- Bonifaz: Weichkäse in diversen Sorten.
- Bergader Bergbauern: Schnittkäse und Weichkäse aus Bergbauernmilch von oberbayerischen Lieferanten
- Biarom: Ein halbfester Schnittkäse, der nach einem Rezept von Basil Weixler hergestellt wird.
- Bianco: halbfester Schnittkäse.

## Auszeichnungen
- Goldener Zuckerhut der Lebensmittel Zeitung 1979

- Bayerns best 50 2010–2013[9]

- Zahlreiche DLG-Prämierungen in Gold- und Silber-Sonderauszeichnungen[10]

- DLG Sonderauszeichnungen Golden Classics für Bavaria blu und Bergader Edelpilzkäse für 30 Jahre Spitzenqualität[11]

- DLG-Preis für langjährige Produktqualität (zum 17. Mal) 2021[12]